# Zello
Zello was een Zweedse muziekgroep binnen de progressieve rock.

## Band
Leider van de band was Pelle Saether (P.O. Saether). Deze verzamelde rond 1995 een aantal musici om zich heen om muziek te maken in de traditie van Kansas (met violist Robby Steinhardt) en UK (met violist Eddie Jobson). De viool speelde dan ook een belangrijke rol binnen Zello. Andere voorbeelden voor Zello waren volgens de band Jethro Tull, Kaipa en Yes. Na het debuutalbum werd het stil en er volgde onregelmatig nog twee muziekalbums. Na 2004 ging Zello ter ziele, Saether ging verder met Grand Design, dat in 2020 zes albums op haar naam heeft staan.
Thuisbasis van de band was Karlshamn. Ze werden eerst nog vertegenwoordigd door het platenlabel Ad Perpetuam Memoriam uit Borlänge.

## Muziek
Zello kwam tot drie albums uitgebracht door drie verschillende labels.
- Zello (1996, Ad Perpetuam Memoriam 9614)
  - Musici: P.O. Saether (zang), Dan Lindell (basgitaar), Anders Altzarfeldt (toetsinstrumenten), Mats Olsson (toetsinstrumenten), Lennart Glenberg (viool) en Jamil Batal (drumstel)
  - Muziek: 1: Overture (5:38, Saether), 2: Faury Queen (5:34, Saether/S. Andersson), 3: Little Eve (0:31, Glenberg), 4: The children are crying (5:47, Saether), 5: The humming (0:45, Saether), 6: Traffic jam (4:46, Saether), 7: Shades of the crying children (0:56, Olsson), 8: The angels have fallen (3:54, Saether), 9: Kelpie (0:42, Glenberg), 10: Voyager (4:41, Saether), 11: Fragments, of 5 and 6 (1:00, Saether, 12: Hold on (6:37, Saether)
  - Korte nummers dienen als intermezzi
- Quodlibet (1999, Musea Records)
  - opnamen Studio Underground van Saether in Västerås, november 1997[1]
  - musici: Pelle Saether (zang), Danne Lindell (basgitaar), Anders Altzarfeldt (toetsen), Lennart Glenberg-Eriksson (viool), Svetlan Råcket (drumstel) met Mats Olsson (toetsen), Kennet Bohamn (hobo), Anders Berglund (althobo)
  - muziek: 1: I will be the wind (6:53, Saether), 2: Spaken (1:04, traditioneel), 3: Flag of convenience (10:10, Saether), 4: Prästpolskan (0:57, trad), 5: Zwecia (25:29 opgebouwd uit "The beginning", "The awakening", "The quest", "The conversation", "The enlightenment", "The end?",  Saether), 6: Anthem of the long forgotten loss (8:22,  Saether), 9: Ekelundapolskan (0:53, trad.)
- First chapter, second verse (2004, Lion Music)
  - bestaat grotendeels uit de opname van Zello uit 1996, waarbij een gitaarpartij is toegevoegd en de tracks enigszins in een andere volgorde zijn gezet
  - Musici: zie Zello met de toevoeging Janne Stark op gitaar
  - Muziek: 1: Fairy queen, 2: Little Eve, 3: Hold on, 4: Shades of the crying children, 5: The children are crying, 6: Kelpie, 7: The angels have fallen, 8: The humming, 9: Voyager, 10: Flöjtbenkes visa, 11: Traffic jam, 12; Through clouds of virgin angels, 13: Hold on (live-versie)